# 無血手術
無血手術或無血外科手術，是一種外科醫學的技術，其主要目的，在於令到手術時病人的出血量減至最低，以盡可能避免因為傷口過大，令病人失血過多而需要輸血。此技術更可完全避免因輸血而產生的感染和并发症之危險。

## 起源
過去以來，西方醫學界都對手術中引起病人失血的情形不太重視，因為病人可以透過輸血而維持血液供應。但隨著知悉耶和華見證人基於信仰理由，所採取不輸血的堅定宗教立場，及後真的有其信徒被送到美國的醫院，要求院方使用輸血療法以外的醫療方法。這一度使院方尷尬；另一方面，他們不能因為手術令病人失血過多而致死。事實上，當時醫學界除了輸血以外，仍未有其他更好的醫療方法。由於引起了醫學界的注意，其後便出現了無血手術。隨著醫學界開始關注實際需要增加、血源紧张、输血所带来的潜在危險和醫療成本等因素，無血外科手術的需求便越益增加。
在1960年代早期，美國心臟外科醫生丹頓·庫利為耶和華見證人的患者成功作了數起無血心臟直視手術。15年後，他與同事發表了一份報告，表明心臟外科手術可以不輸血而安全實施。

## 血液代替品和自體造血
早期的研究曾嘗試尋找一些取代血液的代替品，其中有鹽水和人工血。不過，人造血的造價高昂，不是所有病人能負擔。另一方面，醫學界同時嘗試讓身體自行産生血液，例如有紅細胞生成素、含鐵質的補充劑等等。

## 手術技術的改良
但其實，隨著醫療技術不斷的創新和改良，有不少工具都可以使手術過程簡化，以及使手術的傷口變得更少。當中最重要的發明有以下幾項：
- 內窺鏡
- 微創手術
- 低温医疗器械

## 术後
- 避免手術导致的出血现象
- 手術傷口痛感很小
- 避免血肿和各種輸血感染等并发症出现
- 住院期比輸血手術更短
- 身體迅速恢复，可很快恢复日常生活

## 外部連結
- 多学科联合倡导节约用血 （页面存档备份，存于）
- 血可以怎樣拯救你的生命？ （页面存档备份，存于）
- 三星医疗院无血手术中心